# Anua tettensis
Anua tettensis là một loài bướm đêm trong họ Erebidae.